# 호모 에렉투스 솔로엔시스
호모 에렉투스 솔로엔시스(Homo erectus soloensis)는 호모 에렉투스의 한 멸종한 아종이다. 오직 인도네시아의 자와섬 솔로강에서만 발견되었다. 연대는 10만~2만년 전이며, 또 다른 이름에는 자반트로푸스(Javanthropus)가 있다. 호모 에렉투스의 아종 중 처음으로 인정되었다. 한때는 호모 에렉투스에서 현생인류로 진화하는 중간 단계이자 호모 사피엔스의 고형 또는 네안데르탈인의 동남아시아의 아종으로 생각되었으나 현재는 호모 에렉투스의 진화된 형태로 통상 분류된다.

## 개괄
1931년 자와섬의 솔로강변에서 독일의 해부학자 구스타프 하인리히 랄프 본 케니히스발트(Gustav Heinrich Ralph von Koenigswald)에 의해 발견되었다. 피테칸트로푸스의 화석이 유인원과 인류의 중간단계라 확신한 케니히스발트는 솔로강 주변을 탐사하다가 남성으로 추정되는 두개골을 처음 발견하였다. 용량은 호모 에렉투스의 평균 용량인 800~1000cc보다 큰 용량이었고, 연대는 10만 년 전을 전후한 연대였다. 1933년까지 자바 섬의 솔로강변 벙가완(Bengawan), 낭동(Ngandong) 등지의 지역에서 화석이 발견되었다.
초기에는 발견된 화석들의 두뇌 용량이 1000~1250cc 사이로 호모 에렉투스에서 현생인류로 진화하는 중간종으로 인정되어 한때 호모 사피엔스 솔로엔시스(Homo sapiens soloensis)로 분류되었으며, 초기 호모 사피엔스 또는 네안데르탈인의 인도네시아 인종, 혹은 호모 하이델베르겐시스의 일종으로 인정되었다. 그러나 1980년대의 분석 결과 피테칸트로푸스 에렉투스가 늦게까지 살아 남으면서 두뇌 용량과 키가 커진 것으로 판정되어 호모 에렉투스로 분류된다. 기원전 10만 년 경에서 기원전 2만 년 경까지 생존했다.
피테칸트로푸스로 알려졌으며, 백만 년 전 경 자바 섬에 정착했던 호모 에렉투스의 직계 후손으로 본다. 해부학적 특징 및 발견 도구를 통해 솔로엔시스는 현생인류와 함께 오스트레일리아 및 동남아시아 원주민 중 일부의 조상이 된 것으로 추정된다.

## 기타
오스트레일리아의 고오 스완프 등에서 발견된 화석이 솔로엔시스와 상당히 유사하였으며, 오스트레일리아 대륙에서 발견된 현생인류의 화석 중 솔로엔시스의 특징을 지닌 화석들이 발견되었다.
학계에서는 호모 솔로엔시스가 현생인류를 피하여 오스트레일리아로 도주한 것으로 보며, 학계 일각에서는 호주에 도착한 현생인류와 호모 에렉투스간의 생존 경쟁의 결과물 내지는 혼혈, 학살 등의 결과로 해석하나 불확실하다.